# Plesiosaurus
Plesiosaurer, også kaldet svaneøgler, var store havlevende, kødædende krybdyr, der ikke hører til dinosaurerne, da de er euryapsider. De første former dukkede op i sen Trias. De trivedes indtil den store uddøen i slutningen af Kridttiden. Den typiske plesiosaurus havde en bred krop med en kort hale. Dyrene havde fire lemmer, der var udviklede til luffer. Mange typer af svaneøgler havde lange halse og forholdsvis små hoveder.
Ifølge computersimulationer svømmede plesiosaurer ligesom pingviner.
Som gruppe var plesiosaurerne de største havlevende dyr i deres tid, selv de mindste var omkring 2 meter lange. Deres samtidige, de delfinlignende ichthyosaurer blev dog endnu større – op til 23 meter lange. Nutidens kæmper i havet kan også matche plesiosaurerne – f.eks. bliver blåhvalen op til 30 meter lang.

## Myter om plesiosaurus
Svaneøglerne har givet anledning til mange myter. Ved flere lejligheder er mystiske beretninger om søuhyrer forsøgt forklaret ved en overlevende svaneøgleart. For eksempel spekuleres der i om det berømte søuhyre Nessie fra søen Loch Ness i Skotland kunne være et sådant levende fossil. 

## Klassifikation
Orden: †Plesiosauria
- Slægt: †Opallionectes
- Underorden: †Plesiosauroidea
  - Familie: †Cryptoclididae
  - Familie: †Cimoliasauridae
  - Familie: †Polycotylidae
  - Familie: †Elasmosauridae
    - Slægt: †Elasmosaurus
    - Slægt: †Muraenosaurus
- Underorden: †Pliosauroidea
  - Familie: †Rhomaleosauridae
    - Slægt: †Umoonasaurus
      - Art: †Umoonasaurus demoscyllus

  - Familie: †Pliosauridae
    - Slægt: †Kronosaurus
      - Art: †Kronosaurus queenslandicus

    - Slægt: †Liopleurodon
    - Slægt: †Macroplata
    - Slægt: †Peloneustes